# Holden Roberto
Álvaro Holden Necaca Roberto Diasiwa (Mabanza Congo, 12 de janeiro de 1923 —  Luanda, 2 de agosto de 2007) foi um politólogo, economista e dirigente nacionalista angolano.
Iniciou a sua atividade política em 1954 dentro da Frente Nacional de Libertação de Angola (FNLA), depois liderando Governo Revolucionário de Angola no Exílio (GRAE).
Durante a Guerra de Independência de Angola manteve os codinomes "José Gilmore", "John Gilmore", "Osusana Milton" e "Ruy Ventura".

## Biografia
Álvaro Holden Necaca Roberto Diasiwa era filho de Roberto Garcia Diasiwa e Ana Joana Helena Lala Necaca. O nome Holden adveio do pseudónimo "Holdene" utilizado por sua mãe, que, por sua vez, adveio do missionário batista de origem britânica Robert Holden Carson Graham, que evangelizou a família. Pela conveniência e pelo costume de utilizar pseudónimos, quando adulto Holden ora assinava somente como Roberto, ora como Necaca e ora como Diasiwa. Apesar de nascido em São Salvador do Congo (atual Mabanza Congo) em Angola, foi com a família para Quinxassa (actual capital da República Democrática do Congo) com apenas 2 anos de idade.
Em 1940 conclui o liceu numa escola de uma missão da Sociedade Missionária Baptista Britânica (BMS). Neste periodo batiza-se na Igreja Evangélica Baptista.
Torna-se funcionário do Ministério das Finanças da Bélgica em Quissangane e Bucavu, na República Democrática do Congo, cargo que manteve por 8 anos. Em Quissangane conheceu a Patrice Lumumba ao frequentar o clube recreativo Cercle des Évolués.
Volta a residir em Quinxassa em 1949, quando se juntou a seu tio Manuel Barros Sidney Necaca para jogar pelo time de futebol local Nômades (ou Nogueira Company) e depois pelo Daring Club Motema Pembe, neste tendo como companheiro de time a Cyrille Adoula, fututo primeiro-ministro quinxassa-congolês. É, inclusive, pelo Motema Pembe que faz uma excursão futebolística de 10 dias por Angola, onde pela primeira vez conversa sobre seus ideais nacionalistas abertamente em solo angolano.

### Liderança anticolonial (1954 a 1975)

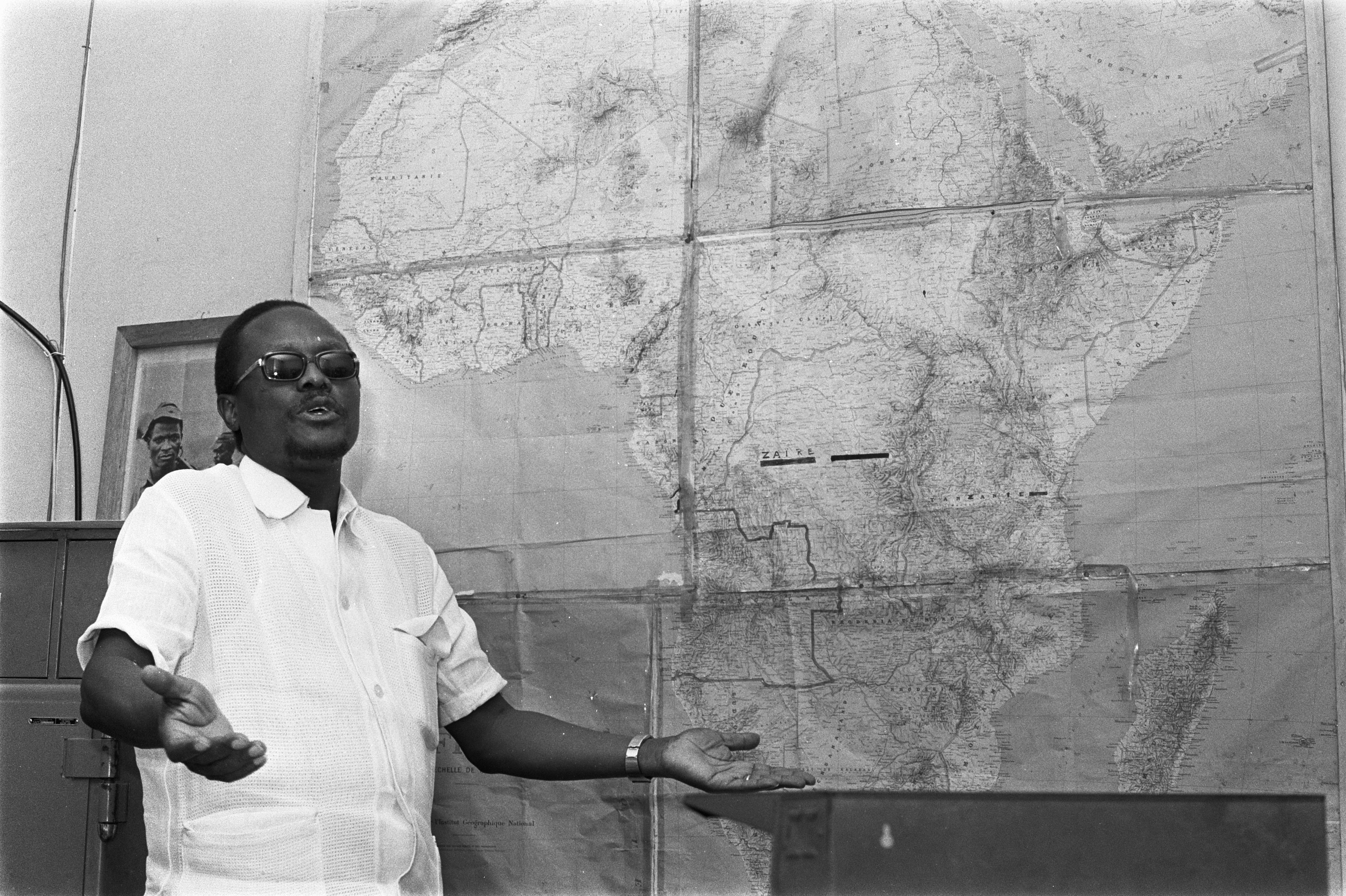
Roberto em 1973

Na constituição da União dos das Populações do Norte de Angola (UPNA), em 7 de julho de 1954, é apontado como um dos candidatos à sucessão do rei Pedro VIII do Congo, que viria a falecer no ano seguinte. É destacado para conduzir uma outra reunião da UPNA no mesmo ano realizada clandestinamente no Lobito. Quando ocorre a fundação oficial da UPNA em Quinxassa em 10 de outubro de 1954, é indicado líder juntamente com seu tio Barros Necaca. Cabe a Roberto a condução dos negócios externos e contactos políticos.
Participa da I Conferência dos Povos Africanos em Acra, na Gana, como embaixador plenipotenciário da UPNA. Durante o evento, em 7 de dezembro de 1958, a UPNA é convertida em União das Populações de Angola (UPA), adotando um posicionamento superficialmente pan-africanista (muito embora na política interna valorizasse o tribalismo) sob orientação do Comitê Americano para os Assuntos Africanos. Roberto já participa da reunião como agente duplo da Agência Central de Inteligência (CIA), recebendo do Conselho de Segurança Nacional dos Estados Unidos um salário de US$ 6.000 anualmente até 1962, quando passou a receber US$ 10.000 para coleta de informações privilegiadas. Na conferência ele reencontrou Patrice Lumumba, futuro primeiro-ministro da República Democrática do Congo, e conheceu a Kenneth Kaunda, futuro presidente da Zâmbia, o sindicalista e nacionalista queniano Tom Mboya e o filósofo marxista Frantz Fanon.
Ainda em Acra, em 1958, matricula-se num curso de ciências políticas do Instituto Superior de Ciências Políticas. Enquanto na Gana, trabalha como intérprete e jornalista se identificando com o pseudónimo Ruy Ventura. Parte para os Estados Unidos como representante da UPA nas Nações Unidas, onde forma-se como politólogo e economista com uma bolsa dada pela Guiné-Conacri. Em seguida, participa da 2ª Conferência dos Povos Africanos, realizada em Tunes, em janeiro de 1960, utilizando o pseudónimo José Gilmore. A morte precoce de Necaca faz com que Roberto seja apontado como líder máximo da UPA em 1960, e efetivamente eleito em janeiro de 1961.
Discute com Amílcar Cabral, Hugo Azancot de Menezes, Lúcio Lara e Viriato da Cruz a formação de uma frente única de luta anticolonial. Inicialmente não entra em acordo com os demais elementos, deixando a UPA de fora, em abril de 1961, da Frente de Libertação de Angola (FLA). Um ano mais tarde a FLA é convertida, justamente por Roberto, no Governo Revolucionário de Angola no Exílio (GRAE). Os acordos finais para criação do GRAE se deram no encontro pessoal que Roberto teve com o presidente John Kennedy.
Liderando um grupo de 4.000 a 5.000 militantes a partir dos Estados Unidos, ordenou o lançamento de um ataque armado que "incendiasse" Angola em 15 de março de 1961, tomando fazendas, postos avançados do governo e centros comerciais. Cerca de 1.000 brancos e 6000 nativos, majoritariamente ovimbundos e ambundos, foram mortos num sangrento ataque. Holden Roberto assumiu a Joaquim Furtado, no documentário "A Guerra" (lançado somente em 2010, ou seja, já com Roberto morto) que, como líder da UPA/FNLA, foram os ataques surpresa de 15 de março de 1961 que levaram ao início da Guerra de Independência de Angola. No entanto, e contrariamente às acusações de "genocídio" do governo salazarista e da sociedade civil portuguesa, Holden Roberto considerou o elevado nível de violência dos acontecimentos de março 1961 como uma reacção do povo angolano contra a violência colonial que a precedeu — remetendo à repressão da Greve da Baixa do Cassange, iniciada cerca de dois meses antes. A própria CIA, em relatórios produzidos em outubro de 1961, o reconhecia como líder dos ataques no norte de Angola, apontando que corria "o risco de perder o controle da rebelião" em função da moral das tropas "estar caindo na zona norte", aliado a dificuldade de abastecimento dos rebeldes, o "apoio morno das autoridades congolesas" e a "inaptidão militar da UPA". A CIA ainda concluiu que a tentativa de distanciamento diante da repercussão da violência fez com que as tropas da UPA ficassem "cada vez mais desiludidas com a forma como Roberto lidou com a revolta".
Em 27 de março de 1962 a UPA absorve o Partido Democrático de Angola (PDA), liderado por André Ndomikalay Masaki, como tentativa de formar uma frente única de luta anticolonial baseada em princípios étnico-raciais e tribalistas. Na constituição da Frente Nacional de Libertação de Angola (FNLA) como fusão da UPA e do PDA, na data referida, David Livromentos assumiu a presidência da organização, mas faleceu no mesmo ano sendo substituído por André Ndomikalay Masaki que lidera a organização até 1972, quando centraliza-se tudo novamente com Holden Roberto — a destacar que Roberto como presidente do GRAE era o líder de facto da FNLA. O GRAE era formado por figuras como Jonas Savimbi, que serviu como ministro dos Negócios Estrangeiros. Dadas as suas ligações aos Estados Unidos, de onde recebia informações, instruções tácticas, financiamento, bem como apoio logístico para o seu movimento, num primeiro momento não conseguiu conciliar, numa frente única sob a guarida do GRAE, nem o Movimento Popular de Libertação de Angola (MPLA), nem a União Nacional para a Independência Total de Angola (UNITA), organizações de inspiração, respectivamente, marxista-leninista e maoísta e, no primeiro caso, fortemente influenciado por mestiços e brancos.
Um ponto de questionamento constante à Roberto era sua aparente apatia na condução da luta anticolonial, uma vez que, desde a década de 1960, também dedicava energias para condução de seus negócios imobiliários em terras quinxassa-congolesas. Este, inclusive, foi um dos motivos alegados para a ruptura do grupo de Savimbi em 1964, que levou consigo quase uma centena de militantes que formaram a UNITA em 1966. Além disso, por representar uma linha ideológica conservadora, pró-monárquica e pró-ocidental, veio a sofrer várias represálias políticas e mesmo militares por frações internas do FNLA, chegando a haver confrontos militares como: sublevação e tentativa de golpe de Alexandre Pedro Claver Taty, que tentou o destituir e depois (ao ter falhado no plano) rompeu com o GRAE e a FNLA para ingressar nas forças portuguesas, na Frente de Libertação do Enclave de Cabinda (FLEC) e na Junta Militar Angolana no Exílio (JMAE), e; grandes motins nas bases da FNLA/ELNA no Congo-Quinxassa na década de 1970, seguido de uma purga ordenada por Roberto, fazendo com que houvesse uma deserção em massa de soldados e oficiais para o Congo-Brazavile, muitos dos quais se filiam ao MPLA em 1972/1973.
Participou das negociações de julho de 1974 em Bucavu, no Zaire, e de janeiro de 1975 em Mombaça, no Quênia, onde chegou-se a um entendimento comum de partilha de poder entre os intervenientes da Guerra de Independência de Angola, conhecido como Acordo de Alvor. Entretanto a frágil pacificação foi rompida em fevereiro no início dos combates da Guerra Civil Angolana entre a FNLA e o MPLA. A partir de julho/agosto de 1975 os conflitos tomaram grandes dimensões, com Roberto instalando-se em Angola para supervisionar a Batalha de Quifangondo, o combate decisivo da independência nacional.
No processo de disputa por Angola, Holden Roberto recebe grandes somas financeiras da CIA em março de 1975 que lhe permitem comprar o jornal A Província de Angola e a Televisão de Angola que serviram como instrumentos de propaganda importante nas batalhas pelo controle de Luanda.

### Pós-independência angolana (1975 a 2007)
Quando Portugal concedeu a independência a Angola, o MPLA recebeu apoio incondicional da União Soviética e de Cuba. Na data da Independência de Angola, Roberto, líder da FNLA, proclamou a Independência da República Popular Democrática de Angola (RPDA) à meia-noite do dia 11 de novembro, no Ambriz. Nesse mesmo dia, a independência da RPDA foi também proclamada em Huambo, por Jonas Savimbi, líder da UNITA. Uma aliança UNITA-FNLA, denominada Conselho Nacional da Revolução (sucessor do GRAE), é celebrada. Com apoio de militares cubanos, o MPLA derrota a FNLA de Holden Roberto na formação do primeiro governo de Angola que, assim, se torna um Estado monopartidário, liderado inicialmente por Agostinho Neto e, posteriormente, por José Eduardo dos Santos.
Durante a primeira fase pós-colonial, a FNLA quase desapareceu do campo militar e político, já que não podia, durante este período, ter uma existência legal em Angola. O movimento entrou numa fase de degenerescência, cujo indicador porventura mais forte foi o facto de Holden Roberto ser exilado pelo Zaire (actual Congo-Quinxassa) no Gabão a partir de 1979 e passar a residir em Paris para tratamento médico durante muitos anos, levando a sede administrativa da FNLA para esta cidade, ficando uma célula operacional clandestina em Quinxassa.
Em 4 de dezembro de 1987 Roberto tomou a iniciativa de enviar uma carta aberta endereçada ao presidente angolano José Eduardo dos Santos e ao líder da UNITA Jonas Malheiro Savimbi oferecendo margem para um plano de paz, que daria origem aos Acordos de Bicesse. Mesmo com tal empreitada diplomática por parte de Roberto, que abriu as possibilidades para os referidos acordos, a FNLA foi totalmente excluída das negociações.
Com a possibilidade de participar das eleições angolanas, Holden Roberto regressou ao país em 1991, sendo recebido no Aeroporto Internacional 4 de Fevereiro por uma multidão de militantes da FNLA. Nas primeiras eleições multipartidárias de Angola, realizadas em 1992, Holden Roberto, retornou à Angola, e foi candidato à Presidência da República obtendo apenas 2,1% dos votos validamente expressos.
A enorme derrota eleitoral de 1992 fez surgir no partido, na segunda metade da década de 1990, um forte conflito entre Holden Roberto e Lucas Ngonda, que reivindicavam a liderança. Ngonda, que defendia a reconciliação e aliança com o MPLA, garantiu o apoio do governo. No congresso da FNLA em 1999, Ngonda conseguiu sua eleição para o mais alto cargo do partido. Roberto passou para o status de "presidente honorário do partido", uma posição por ele rechaçada.
A luta interna com Ngonda se acentuou quando, em 2004, um novo congresso partidário restaurou a liderança de Roberto, auxiliado por Ngola Kabangu, que foi eleito vice-presidente da FNLA. As disputas com Ngonda continuaram até 2007, quando os dois grupos ensaiaram uma reconciliação, mas nunca firmada dado a morte de Roberto no mesmo ano.
Antes de sua morte, em 10 de novebro de 2005, Holden Roberto chegou a ser condecorado e reconhecido com a Ordem de Independência pelo então Presidente José Eduardo dos Santos.

## Morte
Holden Roberto morreu em 2 de agosto de 2007, aos 84 anos, após sofrer um ataque cardíaco em sua casa em Luanda. Na data da morte, era deputado da Assembleia Nacional. Após a morte de Roberto, o então Presidente de Angola, José Eduardo dos Santos, fez um elogio em homenagem ao falecido, chamando-o de "um dos pioneiros da luta de libertação nacional". O então secretário-geral do MPLA, Dino Matrosse, classificou a morte de Roberto como uma "perda irreparável". O então deputado Sediangani Mbimbi afirmou que Roberto fez "sacrifícios pessoais para que hoje os angolanos beneficiassem daquilo que ele próprio não beneficiou" e Eduardo Kuangana recordou que muitos políticos do MPLA, do PRS e da UNITA começaram na UPA e na FNLA. O funeral de Roberto iniciou-se em Luanda em 4 de agosto de 2007. Seu corpo chegou a cidade Mabanza Congo em 6 de agosto de 2007, onde foi velado com honras de chefe de Estado. Foi sepultado em 8 de agosto de 2007, no Cemitério dos Reis do Congo, na referida cidade.

## Vida pessoal
Holden Roberto foi casado duas vezes. O primeiro casamento foi com uma mulher muçulmana quinxassa-congolesa de nome Fátima Roberto, e seu segundo casamento foi com uma mulher angolana da etnia congo de nome Fernanda Gorete dos Santos Teta Roberto. A dissolução do primeiro casamento e a conclusão do segundo foram feitas por razões políticas — para casar com uma parente de Mobutu Sese Seko, então presidente do Zaire, o que cimentou a união política da FNLA com este país. Teve um terceiro relacionamento com uma mulher de nome Susana Milton, da qual inclusive utilizava o pseudónimo "Osusana Milton".
Com Fátima teve somente um filho, Jean-Pierre Roberto Diasiwa, nascido em 1950. Jean-Pierre era oficial militar de formação e grande nome da intelectualidade da FNLA, sendo preparado como sucessor de Holden Roberto até sua morte precoce de causas naturais em 2002. Com Fernanda teve o filho Masevani Holden Lando Roberto, que tornaria-se advogado. Com Susana Milton teve os filhos Catarina Diasiwa (psicóloga), Julieta Roberta Diasiwa, Carlitos Roberto Diasiwa (jurista), Emmanuel Roberto Diasiwa, Holden Roberto Júnior e Milton Roberto Diasiwa.
Por sua vez, seu filho Carlitos Roberto Diasiwa foi eleito para o Parlamento Angolano pela FNLA em 2008. Catarina Roberto Diasiwa e Grace Roberto Diasiwa, filhas de Holden Roberto, estiveram envolvidas em conflitos internos do partido como opositores de Lucas Ngonda, e entraram em confronto com novos líderes partidários pelo acesso ao túmulo do pai.